# George Mbwando
George Stanley Mbwando (Musuma, 20 ottobre 1975) è un ex calciatore zimbabwese, di ruolo difensore.

## Caratteristiche tecniche
Era un difensore centrale.

## Carriera

### Club
Ha cominciato a giocare in patria, al Blackpool Harare. Nel 1996 si è trasferito in Polonia, al Lech Poznań. Nel 1997 è passato al Bonner, club tedesco. Nel 1998 è stato acquistato dall'Oldenburg. Nel gennaio 2000 si è trasferito al Lubecca. Nel 2002 è passato all'Alemannia Aquisgrana. Nel 2004 è stato acquistato dal Jahn Regensburg. Nel 2006 si è trasferito all'Ingolstadt 04. Nel 2007, dopo aver collezionato poche presenze con la prima squadra, è passato alla seconda squadra. Nel 2008 si è trasferito al Kösching. Nel 2009 è passato al Friedrichshofen. Nel 2013 è stato acquistato dal Böhmfeld con cui ha concluso, nel 2014, la propria carriera.

### Nazionale
Ha debuttato in Nazionale nel 2001. Ha partecipato, con la Nazionale, alla Coppa d'Africa 2004 e alla Coppa d'Africa 2006. Ha collezionato in totale, con la maglia della Nazionale, 14 presenze e due reti.